# 天女の羽衣

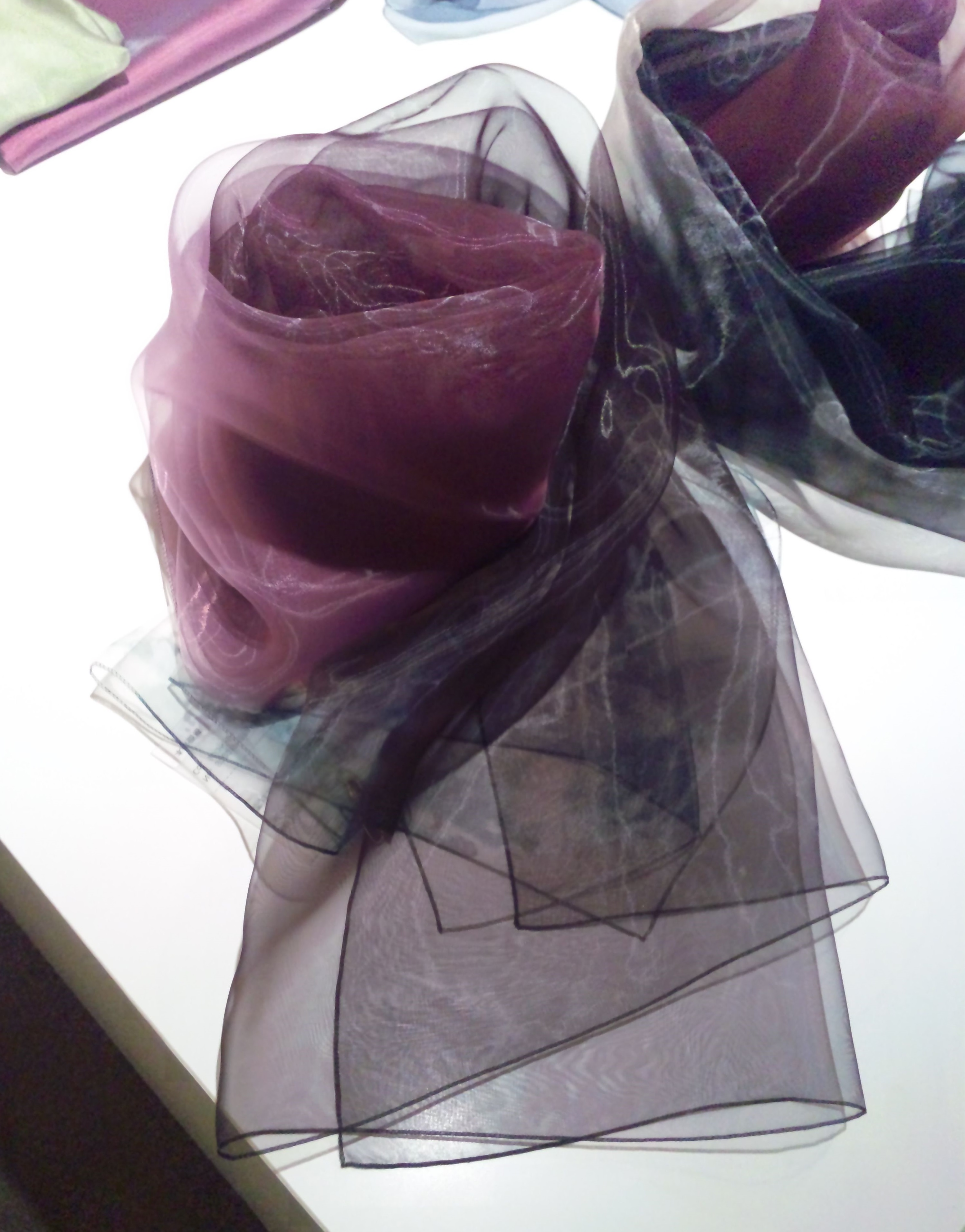
天女の羽衣

天女の羽衣（てんにょのはごろも）は天池合繊の商標で衣料用の布。
2005年に天池合繊が、7デニールの糸を織る技術を開発、「天女の羽衣」として販売を開始する。その後も開発を続け、現在では5デニールの糸を材料にしている。衣料用の布としては世界一軽いと言われる。また、極めて薄く透けて見える。2014年11月グッドデザイン特別賞「未来づくりデザイン賞」受賞、日本国外においても2015年11月にドイツにて ICONIC AWARDS 2016 : Interior Innovation,  best of bestなどを受賞、ヨーロッパの複数の服飾メーカーにも採用されている。
生地の素材はポリエステル、ナイロン、シルク、チタニウムなどで、複数の素材を組み合わせるケースもある。エンボス加工や、加賀友禅を取り入れるなどの加工で付加価値を高めている。
重さ
5g/m2以下
厚さ
50μm